# Grow into One
Grow into One è il secondo album in studio della cantante giapponese Koda Kumi, pubblicato nel 2003.

## Tracce
1. Teaser (featuring Clench & Blistah) – 1:53
2. Real Emotion – 3:59
3. Boy Friend? – 4:40
4. Your Only One – 4:53
5. One (feat. Lisa) – 3:31
6. One Night Romance – 4:36
7. 1000 no Kotoba (1000の言葉) – 5:58
8. S.O.S: Sound of Silence – 3:23
9. Maze – 4:05
10. Ranhasha (乱反射) – 4:00
11. Pearl Moon – 5:16
12. Nasty Girl – 4:39
13. To Be One – 4:25
14. Love Across the Ocean – 3:38
15. 1000 no Kotoba (Alternate Orchestra Version) (Bonus Track) – 6:25